# Arariperaphidia rochai
Arariperaphidia rochai là một loài côn trùng trong họ Incertae Sedis (Raphidioptera) thuộc bộ Raphidioptera. Loài này được Martins-Neto & Vulcano miêu tả năm 1990.